# Moju
Moju é um município brasileiro do estado do Pará, pertencente a Microrregião de Tomé-Açu.
O município é cortado pela PA-475 que, juntamente com o grandes rios, lhe concede acesso a todo o Pará.

## Geografia
Localiza-se no norte brasileiro, a uma latitude 01º53'02" sul e longitude 48º46'08" oeste, estando a uma altitude de 18 metros do nível do mar. O município possui uma população estimada em 82.094 habitantes distribuídos em 9.094,139 km² de extensão territorial.

## Topônimo
"Moju" é uma referência ao rio Moju. "Moju" é uma palavra de origem tupi: significa "rio das cobras", através da junção de mboîa (cobra) e  'y (rio).

## História
Moju surgiu a partir de um povoado nas terras de Antônio Dornelles de Sousa conhecido como "Sítio de Antônio Dornelles". Em 1754, o povoado ganhou o status de freguesia.
Recebeu status de vila por diversos leis provinciais de 1856 (279), 1864 (441) e 1870 (628), tendo sido extinto em 1887 e recriado em 1889. Mais uma vez extinto em 1930, o município de Moju emancipou-se finalmente pela lei estadual 8, de 31 de outubro de 1935.

## Comunidades
- Território Quilombola de Jambuaçu[8]